# ژاوید
ژاوید جماعت و شهرکی در جنوب شرقی کشور تاجیکستان است که در ناحیهٔ ونج ولایت مختار کوهستان بدخشان قرار دارد. جمعیت این جماعت ۲۹۷۵ است.